# Porphyrinia boursini
Porphyrinia boursini là một loài bướm đêm trong họ Noctuidae.